# أميدي جاك
أميدي جاك (بالفرنسية: Amédée Florentin Jacques) هو فيلسوف فرنسي، ولد في 4 يوليو 1813 في باريس في فرنسا، وتوفي في 13 أكتوبر 1865 في بوينس آيرس في الأرجنتين.